# Fonsorbes
 Fonsorbes  es una población y comuna francesa, en la región de Mediodía-Pirineos, departamento de Alto Garona, en el distrito de Muret y cantón de Saint-Lys.

## Demografía
| 755 | 882 | 2049 | 3241 | 4252 | 6909 |
| Para los censos de 1962 a 1999 la población legal corresponde a la población sin duplicidades (Fuente: INSEE [Consultar]) |     |      |      |      |      |